# Vol Turkish Airlines 158
Le 16 janvier 1983, un Boeing 727-2F2 effectuant le vol Turkish Airlines 158, un vol intérieur régulier assurant la liaison entre l'aéroport de Paris-Orly, en France, et l'aéroport international Esenboğa, à Ankara, en Turquie, avec une escale à l'aéroport Atatürk d'Istanbul, s'est écrasé à environ 50 mètres du seuil de la piste d'atterrissage à Ankara, lors de la phase d'approche avec une visibilité réduite, en raison de fortes chutes de neige. L'appareil s'est brisé en plusieurs tronçons et a pris feu peu après l'accident. 
Sur les sept membres d'équipage et 60 passagers à bord de l'avion, on compte 47 victimes parmi les passagers, alors que treize passagers et l'ensemble de l'équipage ont survécu à l'accident.